# As Dakotas

As Dakotas

As Dakotas é um termo coletivo que se refere aos estados norte-americanos de Dakota do Norte e Dakota do Sul juntos. O termo tem sido usado historicamente para descrever o Território da Dakota e é ainda usado para descrever o patrimônio, cultura, geografia, fauna, sociologia, economia e culinária destes dois estados.
Os dois estados juntos possuem uma população de 1 459 227 habitantes (um pouco menor do que Idaho), e, se fossem um só estado, seria o 40.º estado dos E.U.A. mais populoso. A área é de 383 177 km², colocando-o na 4ª posição, um pouco atrás de Montana e a frente do Arizona. A densidade é de 3,8 hab/km².
O termo Dakota vem de Tipi Sapa, um clã nativo-americano pertencente à nação Sioux.
É pertencente à região Faixa da Fronteira e também está dentro da Região Centro-Oeste dos Estados Unidos, com a porção oeste nas Planícies Altas. De acordo com o Public Broadcasting Service, área importantes dentro do território da Dakota são: Black Hills, a cidade de Deadwood, Fort Buford, Reserva de Standing Rock e Wounded Knee. O alto Missouri e o alto Vale do Rio Missouri são importantes características geológicas da região.
A área é praticamente habitada por pessoas da Europa Nórdica. 44,9% da população é de origem germânica, 21,8% de origem norueguesa e 9,6% de origem irlandesa.